# Protorthodes curtica
Protorthodes curtica là một loài bướm đêm trong họ Noctuidae.